# Japenoides veitchi
Japenoides veitchi är en tvåvingeart som först beskrevs av Mario Bezzi 1928.  Japenoides veitchi ingår i släktet Japenoides och familjen bromsar.
Artens utbredningsområde är Fiji. Inga underarter finns listade i Catalogue of Life.